# 이상헌 (1975년)
이상헌(1975년 10월 11일 ~ )은 대한민국의 전 축구 선수이자 코치이다. 선수 시절 포지션은 중앙 수비수이다.

## 클럽 경력
1998년, 신인 선수로는 드물게 1억 2천만원의 계약금을 받고 안양 LG 치타스에 입단하며 프로 무대에 데뷔하였다.
2004년에는 신생팀인 인천 유나이티드에 이적료 3억원에 이적하였으며 3시즌 간 활약한 후 2007년 은퇴를 선언하였다.
2009년 1월, 신갈고등학교 축구부 코치로 선임되었으며 같은 해 3월, K3리그 용인 시민축구단에 입단하며 선수로 복귀해 1년 간 활약하였다.